# Droga R120 (Rosja)
Droga R120 – droga federalna, znajdująca się na terytorium Rosji.

## Geografia
Droga przebiega od obrzeży miasta Orzeł w obwodzie orłowskim przez północną część obwodu briańskiego (trasa europejska E101, Briańsk) oraz południową i zachodnią część smoleńskiego obwodu (droga federalna A130, Rosław, Smoleńsk, trasa europejska E30, Rudnia) do granicy z Białorusią (potem biał. R21 na Łoźną, Witebsk).

## Historia
Poprzednia nazwa drogi to „A141” – nowa uprawomocniła się w 2010 roku. Od 1 stycznia 2018 r. skończył się okres przejściowy, w którym mogły być używane obie nazwy.